# Pyrrhia umbrago
Pyrrhia umbrago är en fjärilsart som beskrevs av Eugen Johann Christoph Esper 1796. Pyrrhia umbrago ingår i släktet Pyrrhia och familjen nattflyn. Inga underarter finns listade.